# 2017年伊拉克库尔德斯坦独立公投
伊拉克库尔德斯坦独立公投于2017年9月25日进行，这是自2005年以来伊拉克境内库尔德斯坦地方政府第二次举办独立公投。本次地方性公投仅为咨询性质，不具有法律约束力。同年将举行库尔德斯坦议会及地区总统换届选举。

## 背景
原本该公投计划在2014年进行，但由于伊拉克联邦政府一直对该公投存在异议因而未能与库尔德斯坦地方政府达成共识，于是推迟至2017年进行。在这段公投推迟的时间中，库尔德斯坦的武装组织佩什梅格接管了一些因伊斯兰国内乱而导致权力真空的原本属于伊拉克联邦政府管辖的地区。
为了打击共同的敌人，库尔德斯坦地方政府不得不自2017年4月起数度推迟了公投，并与伊拉克联邦政府合作直至几个月后解放摩蘇爾。2017年6月7日，伊拉克库尔德斯坦地区总统马苏德·巴尔扎尼与库尔德斯坦民主党、库尔德斯坦爱国联盟、库尔德斯坦伊斯兰联盟、库尔德斯坦伊斯兰运动、库尔德斯坦劳动者党、库尔德斯坦发展和重建党、埃尔比勒土库曼人名单、伊拉克土库曼人阵线、伊拉克土库曼人发展党、库尔德斯坦亚美尼亚人名单、亚述人民主运动、迦勒底叙利亚亚述人民委员会举行了会议，会议结果定于2017年9月25日举行公投。

## 投票
提问内容为“你是否希望库尔德斯坦地区及其周边地区成为一个独立的国家？”，本次投票采用库尔德文、阿拉伯文、土库曼文、叙利亚文进行提问。

## 各党立场
| 是 |  | KDP    | 库尔德斯坦民主党           | 38 | [ 15 ]        |
| 是 |  | PUK    | 库尔德斯坦爱国联盟         | 18 | [ 16 ]        |
| 是 |  | KIU    | 库尔德斯坦伊斯兰联盟       | 10 | [ 17 ]        |
| 是 |  | KSDP   | 库尔德斯坦社会民主党       | 1  | [ 18 ]        |
| 是 |  | KCP    | 库尔德斯坦共产党－伊拉克   | 1  | [ 19 ]        |
| 是 |  | KTP    | 库尔德斯坦劳动者党         | 1  | [ 20 ]        |
| 是 |  | KIM    | 库尔德斯坦伊斯兰运动       | 1  | [ 20 ]        |
| 是 |  | TDL    | 土库曼人发展名单           | 2  | [ 21 ]        |
| 是 |  | CSAPC  | 迦勒底叙利亚亚述人民委员会 | 2  | [ 22 ]        |
| 是 |  | ETL    | 埃尔比勒土库曼人名单       | 1  | [ 20 ]        |
| 否 |  | Gorran | 变革运动                   | 24 | [ 23 ]        |
| 否 |  | KIG    | 库尔德斯坦伊斯兰团体       | 6  | [ 24 ]        |
| 否 |  | ITF    | 伊拉克土库曼人阵线         | 1  | [ 25 ] [ 26 ] |
| 否 |  | ADM    | 亚述人民主运动             | 2  | [ 27 ] [ 28 ] |

## 结果
| 92.73% | 7.27% |
| 赞成   | 反对  |

公投后，伊朗庫德斯坦各地舉行庆祝活动，巴內、萨南达季和 马哈巴德舉行为期两天的聲援独立的示威活动，有人高唱马哈巴德共和国国歌，結果許多人被逮捕。而伊拉克各地的库尔德人企业則遭到袭击。
2017年10月15日，伊拉克军队发起攻占基尔库克的軍事行动，2017年伊拉克和庫爾德衝突爆發。
2017年10月29日，马苏德·巴尔扎尼決定自11月1日起不再擔任伊拉克库尔德斯坦总统。支持巴尔扎尼的抗议者闯入伊拉克駐库尔德斯坦的大楼，並攻擊建築內的人員。
2017年11月6日，伊拉克最高法院裁定，伊拉克任何省份都不得擅自獨立。

## 各方反应

### 聯合國成員

#### 周边國家
- 伊拉克：伊拉克总理发言人萨哈德·哈迪西说：“关于伊拉克的未来的任何决定都必须考虑到宪法规定，这是一个伊拉克的决定而不是一个政党，所有的伊拉克人都必须说在确定自己的祖国的未来时，没有一方可以独立于其他方面来决定伊拉克的未来。[35]
- 伊朗：伊朗政府声称单方面公民投票与伊拉克宪法不一致，“伊朗伊斯兰共和国的原则和明确立场正在支持伊拉克的领土完整和一致”。伊朗最高领袖 阿里·哈梅内伊说：“伊朗反对举行公民投票会议来分裂伊拉克，并认为那些把这个想法当作伊拉克独立的对手。[36][37]
- 以色列：以色列总理内塔尼亚胡指出，以色列“支持库尔德人民实现自己的国家的合法努力”。[38]
- 约旦：约旦外长阿萨法迪表示，全民投票是伊拉克内部事务。[39]
- 叙利亚：部长理事会顾问Said Azzouz表示，任何单方面行动都被拒绝，叙利亚也不能接受伊拉克的分裂。 此外，他表示独立需要伊拉克宪法的法律规定。[40]
- 土耳其：土耳其外交部宣布， 伊拉克库尔德地区政府决定举行独立公民投票是一个“严重错误”。[41]AKP MP Mehmet GalipEnsarioğlu说：“人们应该尊重库尔德斯坦人民的决定”。[42]左翼人民民主党支持全民投票。[43]土耳其总统 雷德普·泰伊普·埃尔多安表示，公民投票不会为任何人的利益服务，称它对伊拉克的领土完整构成威胁，并对此表示遗憾。[44]

#### 其他國家
- 比利时：在接受庫德斯坦當地媒體NRT的采访中，比利時副总理詹邦表示所有国家都有自决权。[45]比利时驻伊拉克大使范德维尔德表示，比利时在这个问题上没有官方立场。[46]
- 保加利亚：保加利亚总理博科夫表示，保加利亚在2017年5月访问该国时听取了巴尔萨尼总统的看法，但在这个问题上没有任何官方立场。[47]
- 德国：德国警告埃尔比勒在“单方面”的全民投票中作出单方面决定。[48]
- 希腊：希腊外长尼古斯·科齐亚斯说，伊拉克人民自己应该团结一致，库尔德全民投票是伊拉克宪法下的一项权利。[49]
- 義大利：库尔德地区驻意大利代表团赞比亚表示，意大利官员在会议中表示支持库尔德全民投票。 [50]
- 荷蘭：荷兰驻库尔德地区总领事Janet Alberta表示，如果与巴格达协调，全民投票将被更多的接受。[51]
- 俄羅斯：俄罗斯总统普京对这个问题发表了评论，指出俄罗斯了解库尔德事业的敏感性，而且他们的立场就是公民投票应该在国际法之内。[52]
- 瑞典：瑞典朝野各政黨皆對庫德獨立公投表達支持。[53]
- 英国：英国政府代表英国驻库尔德地区领事弗兰克·贝克（Frank Baker）表示， 英国承认“世界各地人人享有自由，决定自己的政府的不可剥夺的权利”，但这不是正确的这个时间。 此外，他表示应该在伊拉克同意的情况下举行公民投票。[54]外交与联邦事务大臣鲍里斯·约翰逊强调，“这次的全民投票将分散更为紧迫的打败达伊沙的优先事项，稳定解放区，解决导致达伊沙崛起的长期性政治问题”。[55]
- 美国：美國國務院發言人希瑟·諾爾特说：“我们支持一个统一、稳定和联邦伊拉克，我们赞赏和理解伊拉克库尔德斯坦人民的合法愿望。”諾爾特警告说，全民投票可能会分化对抗ISIS的力量。“我们向库尔德地区当局表达了我们的关切，但这次公开投票甚至是不具约束力的决议将会分散紧急优先事项，也就是ISIS的失败，稳定化，流离失所者的返回，管理的经济危机，解决了本地区内部的政治纠纷。”[56]
- 中国：外交部发言人陸慷：“中方注意到地区国家及国际社会对伊拉克库尔德地区公投的反应。我愿再次重申，中方一贯主张维护伊拉克的主权、独立和领土完整，呼吁有关各方继续通过对话协商，妥善化解彼此分歧，共同维护伊拉克及地区的和平稳定。”[57]

### 其它政治實體
- 加泰罗尼亚：曾任加泰隆尼亞政府主席的加獨政黨加泰罗尼亚欧洲民主党主席阿圖爾·馬斯表示，他支持庫爾德斯坦爭取獨立，並讚揚庫爾德斯坦“維護民主”的領導。[58] 计划于2017年10月举行加泰罗尼亚独立公民投票。
- 科索沃：最大的反对党自决运动领导人维萨尔·艾米里（Visar Ymeri）表示：“没有人有权否认库尔德人民自由和生活在自由与和平中的意志，声援世界其他人民”。[59]
- 魁北克省: 該省反對黨魁北克人黨成員Stéphane Bergeron，表示支持庫爾德人表達自決權。[60][61]
- 阿尔察赫共和国：納戈爾諾 - 卡拉巴赫外交部表示歡迎獨立公民投票的結果。[62]

#### 其他
- 伊拉克共产党表示支持全民投票，并表示，库尔德地区人民的基本权利應得到保障，該黨希望公投能得到伊拉克的支持。[63]
- 基尔库克阿拉伯部落朱卜尔酋长表示支持全民投票，并呼吁部落成员投赞成票。[64]
- 伊拉克土库曼人阵线表示：“全民投票决定显然违反宪法，此外，非库尔德地区参与全民投票是单边的，而库尔德人的决定显然违反了土库曼人意愿。”伊拉克土库曼人阵线还表示不会承认全民投票。[65]伊拉克土库曼斯坦领导人阿尔萨德·萨利希说：“在这么敏感的时刻举行这次全民投票是危险的，ITF对此深表关切，库尔德人最终可能会丧失近年来取得的重大政治和军事进步库尔德政党似乎并不认同这个问题，而库尔德斯坦伊斯兰集团与变革运动完全反对全民投票。”[26]
- 库尔德斯坦工人党领导人切米尔·巴耶克表示：“公民投票是民主权利，没有人应该反对。”[66]
- 全国伊拉克人联盟主席伊亚德·阿拉维警告库尔德地区“不要思考分离”。[67]
- 迦勒底叙利亚亚述人民委员会：驻扎在CSAPC的代表Mikhael表示，由于库尔德人有自决权，议会支持全民投票。理事会还要求在尼尼微平原的亚述省统治省地理上加入KRG。 [22]
- 贝特-纳赫雷因民主党领导人罗密欧·哈卡里已经支持了一个库尔德独立国家，同时也对基尼西亚政府在Tel Keppe ， Al-Hamdaniya和Al地区保持强大的立场在尼尼微平原的谢汗。他坚持认为，在争议地区，应该有一个单独的公民投票或选择选择一个尼尼微平原省。[68][69]
- 亚述人民主运动：不支持在尼尼微平原有争议地区的库尔德公民投票，伊拉克设立亚述自治省份。[70]